# الأمير الضفدع (قصة)

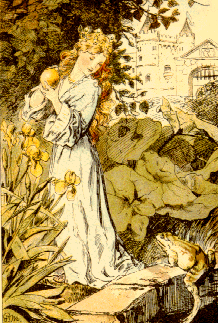
رسم للفنان باول فريدريش مايرهايم يعود لعام (1889)

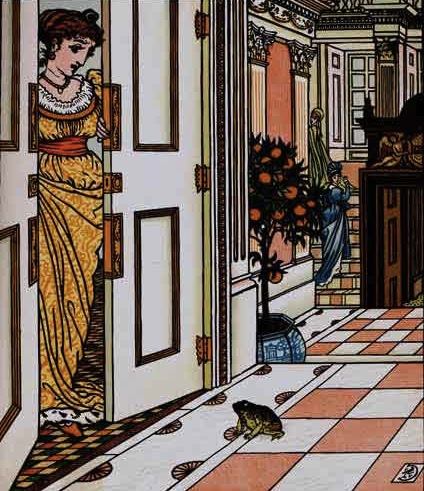
الضفدع يطلب من الأميرة السماح له بدخول القصر - تصوير لقصة الأمير الضفدع بريشة والتر كرين تعود لعام 1874

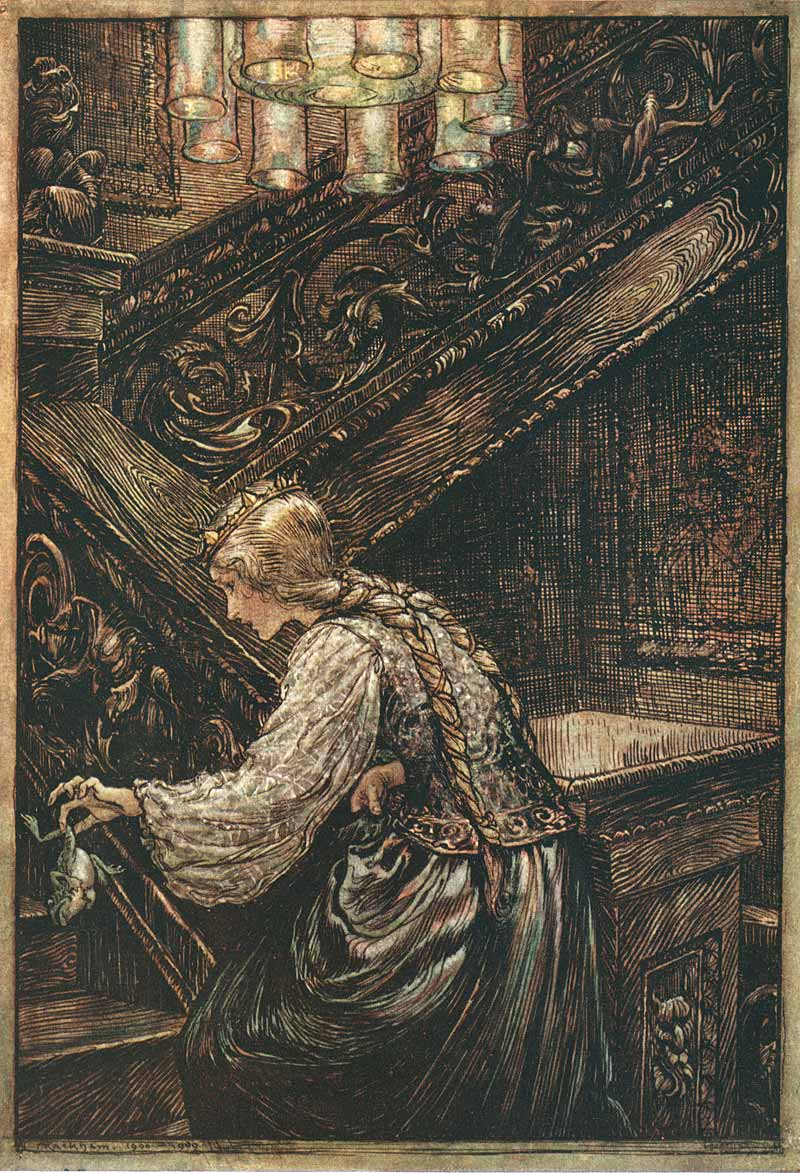
Arthur Rackham رسم لقصة الأخوان غريم الأمير الضفدع.

الأمير الضفدع أو «هنري الحديدي» أو «هاينريتش الحديدي». هي حكاية خرافية مما جمعه وكتبه الأخوان غريم، وهي القصة الأولى في المجموعة. أنتجت مجموعة ديزني فيلماً بعنوان الأميرة والضفدع أخذت قصته عن هذه الحكاية الخرافية.

## القصة
تتحدث القصة عن أميرة مدللة، تتصادق على مضض مع الأمير الضفدع (إذ تلتقي به بعد أن تسقط كرتها الذهبية في بركة)، يلتقط الضفدع الكرة للأميرة ويشترط عليها أن تسمح له بدخول القصر والسكن في غرفتها فتقبل على مضض. في الإصدارات الحديثة يتحول الضفدع إلى أمير بعد أن تقبّله الأميرة، إلا أن النسخة الأصلية من القصة التي وضعها غريم تشير إلى أن السحر يزول عن الأمير بعدما تلقي به الأميرة على الحائط.

## القصة في الثقافة الشعبية
العبارة الشائعة المرتبطة بحكاية الأمير الضفدع هي «عليك بتقبيل الكثير من الضفادع قبل أن تجدي أميرك الوسيم». تستخدم هذه العبارة لتشجيع أولئك الذين يسعون للحصول على الحب الحقيقي. لا يعرف على وجه التحديد متى أضيف هذا العنصر للقصة، لكن بحث ماري تاتار يشير إلى أنها أضيفت في الإصدارات الحديثة من القصة. كما أن الأمير الضفدع هو الهوية الحقيقية للملك هارولد في فيلمي شريك 2 وشريك الثالث.